# Shoes (gruppo musicale statunitense)
Gli Shoes sono un gruppo musicale statunitense.
I videoclip delle loro Too Late, Tomorrow Night, Cruel You e In My Arms Again vennero trasmessi il primo giorno della messa in onda di MTV, avvenuta il primo agosto del 1981.

## Formazione
- John Murphy : voce, basso, chitarra, tastiera
- Jeff Murphy : voce, chitarra, tastiera
- Gary Klebe : voce, chitarra, armonica
- Skip Meyer : batteria, voce
- John Richardson : batteria

## Discografia parziale
- 1974 – Heads or Tails
- 1976 – One in Versailles
- 1976 – Bazooka
- 1977 – Black Vinyl Shoes
- 1979 – Present Tense
- 1980 – Tongue Twister
- 1982 – Boomerang
- 1984 – Silhouette